# Roberto Muñoz Viveros
Roberto Andrés Muñoz Viveros (Concepción, Chile, 29 de octubre de 1981) es un exfutbolista y director técnico chileno. Su posición era defensa y actualmente se desempeña como director técnico.
Inició su carrera en Fernández Vial, institución donde jugó por ocho temporadas y logró consolidarse como uno de sus referente siendo su capitán. Con el cuadro aurinegro, disputó la Liguilla de Promoción contra Palestino, en el año 2006. Pero 2 años después y tras una opaca campaña, descendió a la Tercera División en 2008.
El año 2009 juega por Lota Schwager, para luego recalar en Deportes Copiapó el año 2010, equipo donde está hasta fines de diciembre de 2016, para recalar en el vecino Club de Deportes Vallenar y luego se retiró en el cuadro albiverde a fines de 2017, tras perder el ascenso a la Primera B por secretaría, a manos de Deportes Melipilla.

## Clubes

### Como jugador
| Club              | País  | Año       |
| ----------------- | ----- | --------- |
| Fernández Vial    | Chile | 2001-2008 |
| Lota Schwager     | Chile | 2009      |
| Deportes Copiapó  | Chile | 2010-2016 |
| Deportes Vallenar | Chile | 2017      |

### Como entrenador
| Club                             | País  | Año       |
| -------------------------------- | ----- | --------- |
| Fernández Vial                   | Chile | 2018      |
| Deportes Tomé                    | Chile | 2019-2022 |
| Lota Schwager (ayudante técnico) | Chile | 2023      |

## Títulos

### Nacionales
| Título                       | Club              | País  | Año    |
| ---------------------------- | ----------------- | ----- | ------ |
| Segunda División Profesional | Deportes Vallenar | Chile | 2017-T |